# 2007–2008-as magyar férfi vízilabdakupa
A 2007–2008-as magyar férfi vízilabdakupa, szponzorált nevén a Vodafone-Magyar Kupa, a nyolcvanegyedik kiírás volt a versenysorozat történetében. A kupára tizenkét csapat nevezett. A győzelmet az Eger szerezte meg.

## Eredmények

### Selejtező
Döntetlen esetén hosszabbítás, majd ha szükséges volt büntetőpárbaj következett.
december 1.
A csoport (Szeged)
| Hely. | Csapat            | M | Gy | V | G+ | G– | Gk  | P | Továbbjutás vagy kiesés      |  | SZEG | PVSK | SZOL |
| ----- | ----------------- | - | -- | - | -- | -- | --- | - | ---------------------------- |  | ---- | ---- | ---- |
| 1.    | Szegedi VE        | 2 | 2  | 0 | 25 | 11 | +14 | 4 | Továbbjutott a negyeddöntőbe |  | —    | 10–3 | 15–8 |
| 2.    | Pécsi VSK         | 2 | 1  | 1 | 17 | 18 | −1  | 3 | Továbbjutott a negyeddöntőbe |  | 3–10 | —    | 14–8 |
| 3.    | Szolnoki Főiskola | 2 | 0  | 2 | 16 | 29 | −13 | 2 |                              |  | 8–15 | 8–14 | —    |

B csoport (Kőér utca)
| Hely. | Csapat          | M | Gy | V | G+ | G– | Gk  | P | Továbbjutás vagy kiesés      |  | BHSE | FTC   | OSC    |
| ----- | --------------- | - | -- | - | -- | -- | --- | - | ---------------------------- |  | ---- | ----- | ------ |
| 1.    | Bp. Honvéd      | 2 | 2  | 0 | 22 | 6  | +16 | 4 | Továbbjutott a negyeddöntőbe |  | —    | 5–0   | 17–6   |
| 2.    | Ferencváros     | 2 | 1  | 1 | 19 | 23 | −4  | 3 | Továbbjutott a negyeddöntőbe |  | 0–5  | —     | 19–18b |
| 3.    | Orvosegyetem SC | 2 | 0  | 2 | 24 | 36 | −12 | 2 |                              |  | 6–17 | 18–19 | —      |

C csoport (Szőnyi út)
| Hely. | Csapat      | M | Gy | V | G+ | G– | Gk  | P | Továbbjutás vagy kiesés      |  | EGER | BVSC | SZEN |
| ----- | ----------- | - | -- | - | -- | -- | --- | - | ---------------------------- |  | ---- | ---- | ---- |
| 1.    | Egri VK     | 2 | 2  | 0 | 33 | 13 | +20 | 4 | Továbbjutott a negyeddöntőbe |  | —    | 14–4 | 19–9 |
| 2.    | BVSC        | 2 | 1  | 1 | 15 | 23 | −8  | 3 | Továbbjutott a negyeddöntőbe |  | 4–14 | —    | 11–9 |
| 3.    | Szentesi VK | 2 | 0  | 2 | 18 | 30 | −12 | 2 |                              |  | 9–19 | 9–11 | —    |

D csoport (Székesfehérvár)
| Hely. | Csapat           | M | Gy | V | G+ | G– | Gk  | P | Továbbjutás vagy kiesés      |  | VAS  | UTE  | FEH  |
| ----- | ---------------- | - | -- | - | -- | -- | --- | - | ---------------------------- |  | ---- | ---- | ---- |
| 1.    | Vasas SC         | 2 | 2  | 0 | 30 | 12 | +18 | 4 | Továbbjutott a negyeddöntőbe |  | —    | 14–8 | 16–4 |
| 2.    | Újpesti TE       | 2 | 1  | 1 | 23 | 20 | +3  | 3 | Továbbjutott a negyeddöntőbe |  | 8–14 | —    | 15–6 |
| 3.    | Fehérvár Póló SE | 2 | 0  | 2 | 10 | 31 | −21 | 2 |                              |  | 4–16 | 6–15 | —    |

### Negyeddöntő
december 15–16.
| 1. csapat  | Össz. | 2. csapat   | 1. mérk. | 2. mérk. |
| ---------- | ----- | ----------- | -------- | -------- |
| Vasas SC   | 13–13 | Egri VK     | 9–6      | 4–7b     |
| Szegedi VE | 13–24 | Bp. Honvéd  | 7–12     | 6–12     |
| Pécsi VSK  | 18–19 | Ferencváros | 9–7      | 9–12     |
| Újpesti TE | 20–14 | BVSC        | 11–11b   | 9–3      |

### Elődöntő
december 29., Szőnyi út
| 1. csapat  | Eredmény | 2. csapat   |
| ---------- | -------- | ----------- |
| Bp. Honvéd | 15–4     | Újpesti TE  |
| Egri VK    | 8–6      | Ferencváros |

### Döntő
| 2007. december 30. 15:30 | Bp. Honvéd                             | 6–12 | Egri VK                                                                                   | Szőnyi út Nézőszám: 900 Játékvezetők: Kiszelly Németh A. |
| 2007. december 30. 15:30 | (0–3, 2–3, 0–3, 4–3)                   |      |                                                                                           | Szőnyi út Nézőszám: 900 Játékvezetők: Kiszelly Németh A. |
| 2007. december 30. 15:30 | Kiss G. 2 Bárány 2 Vindisch 1 Szivós 1 |      | Hegedűs 2 Császár 2 Kis G. 2 Feltham 1 Matajsz 1 Nyéki 1 Varga II. Zs. 1 Binder 1 Biros 1 | Szőnyi út Nézőszám: 900 Játékvezetők: Kiszelly Németh A. |

Az Eger kupagyőztes csapatának tagjai: Binder Szabolcs, Biros Péter, Császár György, Decker Attila, Decker Ádám, Aaron Feltham, Hegedűs Gábor, Kis Gábor, Kiss Csaba, Kovács Gábor, Matajsz Márk, Nyéki Balázs, Sántavy Máté, Szécsi Zoltán, Varga II. Zsolt, vezetőedző: Gerendás György